# Łabędnik
Łabędnik (Duits: Groß Schwansfeld) is een plaats in het Poolse district  Bartoszycki, woiwodschap Ermland-Mazurië. De plaats maakt deel uit van de gemeente Bartoszyce en telt 470 inwoners.